# JB Blanc
Jean-Benoît Blanc (Parigi, 13 febbraio 1969) è un attore, doppiatore e direttore del doppiaggio francese naturalizzato britannico.

## Biografia
JB nacque a Parigi da madre inglese e padre francese; si è trasferito nello Yorkshire con la madre all'età di quattro anni, dove è cresciuto e ha frequentato la scuola, diplomandosi infine  The Royal Academy of Dramatic Art (RADA) nel 1990.
Ha lavorato molto nei teatri britannici per oltre 15 anni, compreso un periodo di tre anni al Royal National Theatre di Londra. 
La sua carriera cinematografica è stata essenzialmente lanciata dal suo acclamato ruolo di Luigi Vampa nel film Montecristo del 2002, e dopo quel successo, si è trasferito a Los Angeles, dove ora vive. Presto sono seguiti ruoli cinematografici e televisivi e ha lavorato a oltre 30 programmi TV negli Stati Uniti, tra cui Breaking Bad, Better Call Saul (in entrambe le serie interpreta Barry Goodman, il dottore assunto da Gus), Barry, Shameless,NCIS: LA, Burn Notice, The Unit, Prison Break, CSI: NY, Nikita, NYPD - New York Police Department e altri, e molti film, incluso il suo ruolo di Bashkim in Trafficanti del 2016.
JB è anche un doppiatore e regista di film, animazione, anime, pubblicità e videogiochi; in quest'ultimo campo è anche un direttore del doppiaggio che lavora per WB Games, 2K Games, Blizzard Entertainment, Monolith e altri studio. Ha oltre 170 crediti per videogiochi, per un totale di oltre 400 personaggi, tra cui Rost in Horizon Zero Dawn, Caustic in Apex Legends, Riccone in Spyro Reignited Trilogy, Bane in Batman: The Enemy Within e Batman: Arkham Origins e Ackley Barnes, Jalal Sehmi e Sir Patrick Delaney-Podmore in Hogwarts Legacy.

## Vita privata
Vive a Los Angeles con la figlia Malia Blanc.

## Filmografia

### Cinema
- Viaggio in Inghilterra (Shadowlands), regia di Richard Attenborough (1993)
- La carica dei 102 - Un nuovo colpo di coda (102 Dalmatians), regia di Kevin Lima (2000)
- Montecristo (The Count of Monte Cristo), regia di Kevin Reynolds (2002)
- Tristano & Isotta (Tristan & Isolde), regia di Kevin Reynolds (2006)
- Garfield 2 (Garfield: A Tail of Two Kitties	Porter), regia di Tim Hill (2006)
- Pirati dei Caraibi - Ai confini del mondo (Pirates of the Caribbean: At World's End), regia di Gore Verbinski (2007)
- L'incredibile Hulk (The Incredible Hulk), regia di Louis Leterrier (2008)
- Moonlight Serenade, regia di Giancarlo Tallarico (2009)
- Red Dawn - Alba rossa (Red Dawn), regia di Dan Bradley (2012)
- Bastards y Diablose (2015)
- Trafficanti (War Dogs), regia di Todd Phillips (2016)

### Televisione
- Dr. Vegas - serie TV, episodio 1x06 (2004)
- NYPD - New York Police Department - serie TV, episodio 12x14 (2005)
- Prison Break - serie TV, episodio 2x04 (2006)
- The Company - serie TV, 2 episodi (2007)
- The Unit - serie TV, 3 episodi (2008)
- Crash - serie TV, episodio 1x08 (2008)
- Avvocati a New York (Raising the Bar) - serie TV, episodio 2x11 (2008)
- CSI: NY - serie TV, episodio 6x13 (2010)
- Cold Case - Delitti irrisolti (Cold Case) - serie TV, 2 episodi (2010)
- I'm in the Band - serie TV, episodio 1x22 (2010)
- Breaking Bad - serie TV, 2 episodi (2011-2012)
- Vegas - serie TV, episodio 1x09 (2012)
- Burn Notice - Duro a morire (Burn Notice) - serie TV, episodio 7x04 (2013)
- Shameless - serie TV, episodio 5x03 (2015)
- Better Call Saul - serie TV, 3 episodi (2017-2020)
- Barry - serie TV, 8 episodi (2019-2023)
- Arcane – serie animata, 13 episodi (2021-2024)

## Doppiaggio

### Videogiochi
- Apex Legends –  Caustic (Dr. Alexander Nox), Kuben Blisk
- Assassin's Creed: Revelations – Tarik Barleti
- Assassin's Creed: Liberation – Roussilon
- Batman: Arkham Knight – Capo dei pompieri, Edward Burke, agente Thraves, agente Anderson, Sergente Badowsky, scagnozzi di Harley Quinn
- Batman: Arkham Origins – Bane
- Batman: Arkham VR – Coroner, scagnozzo
- Batman: The Enemy Within – Bane, uomo morente, voci aggiuntive
- Bleach: Shattered Blade – Arturo Plateado
- Bleach: The 3rd Phantom – Arturo Plateado, Sajin Komamura
- Call of Duty: Black Ops 4 – annunciatore
- Code Name: S.T.E.A.M. – Grant, Milton, Newscaster
- Command & Conquer: Red Alert 3 - Guardian Tank, Mirage Tank
- Coraline – Sergei Alexander Bobinsky, The Other Bobinsky
- Dante's Inferno – Alighiero
- Darksiders – Ulthane
- Darksiders II – Thane, Valus, Angel Hellguard
- Despicable Me – Dr. Nefario
- Diablo III – Diablo
- EverQuest II – voci aggiuntive
- Evolve – Griffin
- Fallout 76: Steel Dawn - Mr. Clark
- Far Cry 4 – voci aggiuntive
- Final Fantasy XIII/Final Fantasy XIII-2 – voci aggiuntive
- Fortnite – Dr. Vinderman (Salva il mondo), Ex-Doppiatore dello Scienziato (Battle Royale)
- Fuse – Luther Deveraux
- Game of Thrones – Malcolm Branfield, Thermund, padre di Gared
- Hearthstone – vari minion
- Hogwarts Legacy - Ackley Barnes, Jalal Sehmi, Sir Patrick Delaney-Podmore
- Horizon Zero Dawn – Rost
- Infamous 2 – vari personaggi
- Infinite Crisis – vari personaggi[1]
- Ingress – Roland Jarvis
- 007: Agent Under Fire – Nigel Bloch
- Dalla Russia con amore – Kerim Bey
- Judgment – Ozaki, Mitsugu Matsugane (versione inglese)
- Kingdoms of Amalur: Reckoning - Nyralim
- Klonoa – Ghadius, Soleil
- Knack – Dr. Vargus
- La Terra di Mezzo: L'ombra di Mordor – Torre di Sauron, alcuni Orchi
- League of Legends – Braum, The Heart of the Freljord
- Lego Batman 3: Beyond Gotham – Swamp Thing, Arkillo, Pinguino, Bane
- LEGO DC Super-Villains – Bane, Pinguino, Ra's al Ghul, Solovar
- Lego Dimensions – Franz Krieger
- Lego Jurassic World – voci aggiuntive
- Lego Marvel Super Heroes – Capitan Bretagna, Kraven il cacciatore, Heimdall
- Lego Marvel's Avengers – Trevor Slattery, The Other
- Lightning Returns: Final Fantasy XIII – voci aggiuntive
- Mad Max – voci aggiuntive
- Master of Orion: Conquer the Stars – consigliere Bulrathi, consigliere Meklar, voci aggiuntive[2]
- Metal Gear Rising: Revengeance – Boris Vyacheslavovich Popov
- Metro Exodus – Yermak, voci aggiuntive
- Metro: Last Light –
- Minecraft: Story Mode – The Admin / Romeo, Vos, Avoci aggiuntive
- Mortal Kombat 11 – Kano[3]
- Mother of Myth – Acis
- Naruto: Clash of Ninja Revolution 3 – Sasori (Hiruko)
- Naruto: Ninja Council 4 – Sasori (Hiruko)
- Naruto: Ultimate Ninja 2 – mercante viaggiatore
- Naruto: Ultimate Ninja 3 – primo Hokage / Hashirama Senju
- Naruto: Ultimate Ninja 4 – Sasori (Hiruko)
- Naruto: Ultimate Ninja 5 – Sasori (Hiruko)
- Persona 4 – Ryotaro Dojima
- Rainbow Six Siege – Oryx
- Remnant 2 –  Dran Ambient Patient
- Resident Evil: The Darkside Chronicles – Brian Irons
- Saints Row IV – Zinyak, Phillipe Loren
- Sengoku Basara: Samurai Heroes - voci aggiuntive (guerrieri)
- Skylanders: Imaginators – Spy Rise, Hood Sickle, Ambush
- Skylanders: SuperChargers – Spy Rise, Hood Sickle
- Skylanders: Swap Force – Spy Rise
- Skylanders: Trap Team – Spy Rise, Hood Sickle
- SOCOM: US Navy SEALs Fireteam Bravo 2 – Condor
- Spyro Reignited Trilogy – Riccone
- Star Wars Jedi: Fallen Order – Prauf
- Star Wars: Knights of the Old Republic – voci aggiuntive
- Street Fighter IV/Super Street Fighter IV – El Fuerte
- Tales of Vesperia - Barbos[4]
- Team Fortress 2 – Saxton Hale
- The Amazing Spider-Man 2 – Wilson Fisk / Kingpin
- The Crew – Omar
- The Elder Scrolls Online – Sheogorath, Re Kurog, Divyath Fyr, Altmer (elfi alti) maschi, Bretoni maschi, Dunmer (elfi oscuri) maschi, Khajiit maschi
- The Wonderful 101 – Wonder-Yellow
- Titanfall – Comandante Kuben Blisk
- Titanfall 2 – Comandante Kuben Blisk
- Uncharted 3: Drake's Deception – scagnozzi
- Uncharted 4: A Thief's End – Knot
- Uncharted: Golden Abyss – Generale Roberto Guerro
- WildStar – Caretaker, Ionis the Watcher, Luminai Male
- World of Warcraft – Ignis, Imperator Mar'gok
- World of Warcraft: Battle for Azeroth – Captain Jolly
- World of Warcraft: Cataclysm – Asaad, High Priest Venoxis
- World of Warcraft: Mists of Pandaria – Riko, Comandante Durand, Manchu
- World of Warcraft: Warlords of Draenor – voci aggiuntive
- World of Warcraft: Wrath of the Lich King – Mage-Lord Urom, Ignis the Furnace Master
- Yakuza: Like a Dragon –  Ryohei Hoshino

## Doppiatori italiani
Nelle versioni in Italiano delle opere in cui ha recitato, JB Blanc è stato doppiato da:
- Roberto Draghetti in Cold Case - Delitti irrisolti, Breaking Bad (ep. 4x11)
- Roberto Pedicini in Montecristo[5]
- Christian Iansante in Tristano & Isotta
- Claudio Fattoretto in CSI: NY
- Leonardo Graziano in Garfield 2
- Alessandro Budroni in Breaking Bad (ep. 5x01)
- Stefano Alessandroni in Better Call Saul (ep. 3x03)
- Marco Bassetti in Better Call Saul (ep. 4x02)
- Carlo Scipioni in Better Call Saul (ep. 5x05)
- Mario Bombardieri in NCIS: Los Angeles
- Pasquale Anselmo in Barry

Da doppiatore è sostituito da:
- Mimmo Strati in Knack, Knack II, Star Wars Jedi: Fallen Order
- Luca Ghignone in Batman: Arkham Origins, Mortal Kombat 11, Call of Duty: Black Ops - Cold War
- Mario Zucca in Horizon: Hero Dawn, Horizon: Forbidden West, LEGO Horizon Adventures
- Alberto Olivero in Darksiders, Skylanders: Swap Force
- Oliviero Corbetta in Darksiders II, Hogwarts Legacy (Ackley Barnes)
- Claudio Moneta in Apex Legends
- Andrea Bolognini in Assassin's Creed: Revelations
- Marco Pagani in Assassin's Creed III: Liberation
- Fabrizio Odetto in Call of Duty: Black Ops IIII
- Gianni Gaude in Dante's Inferno
- Elisabetta Cesone in Diablo III
- Silvio Pandolfi in Lego Marvel Super Heroes
- Antonio Paiola in Metro: Exodus
- Raffaele Fallica in Spyro: Reignited Trilogy
- Massimo Bitossi in Arcane
- Aldo Stella in Hogwarts Legacy (Agabus Philbert)
- Alessandro Conte in Hogwarts Legacy (Jasper Trout)
- Alessandro Testa in Hogwarts Legacy (Piers Pemberton)
- Alessandro Zurla in Hogwarts Legacy (Sir Patrick Delaney-Podmore)
- Cesare Rasini in Hogwarts Legacy (Gargoyle, Scrope)
- Francesco Mei in Hogwarts Legacy (Jalal Sehmi)
- Mario Scarabelli in Hogwarts Legacy (guardia della Gringott)
- Federico Viola in Remnant 2[6]